# Believer (chanson)
Pour les articles homonymes, voir Believer.
Singles de Imagine Dragons
Sucker for Pain
(2016) Thunder
(2017)
Pistes de Evolve
Whatever It Takes Walking the Wire
Believer est une chanson du groupe de pop rock américain Imagine Dragons, sortie en tant que premier single de leur troisième album studio Evolve le 1er février 2017, publié par Interscope Records et KIDinaKORNER. Cette chanson a été écrite par Dan Reynolds, Wayne Sermon, Ben McKee, Daniel Platzman, Justin Tranter et leurs producteurs Mattman & Robin.
Believer a culminé à la 4e place dans les charts américains du Billboard Hot 100, devenant le troisième single du groupe à atteindre le top 10 après Radioactive et Demons dans ce pays. Le single s'est également classé dans le top 10 en Autriche, au Canada, en République Tchèque, en France, en Italie, en Pologne, au Portugal et en Suisse. La chanson a été utilisée dans plusieurs publicités notamment pour celle de la console de jeu Nintendo Switch, dans plusieurs films et dans plusieurs émissions télévisées,. Il est devenu le 5e single à s'être le plus vendu en 2017 aux États-Unis. Le 8 janvier 2019, une nouvelle version de la chanson est sortie, chantée par Imagine Dragons et le rappeur américain Lil Wayne. C'est la deuxième collaboration entre le rappeur et le groupe, après Sucker for Pain avec Ty Dolla $ign, Logic, Wiz Khalifa et X Ambassadors.

## Historique
En novembre 2016, Dan Reynolds raconte lors d'une interview à People que la chanson est inspirée de sa propre expérience avec la spondylarthrite ankylosante dont il souffre depuis 2015. Il a alors dit : « Le sens de la chanson représente vraiment des choses spécifiques de ma vie qui étaient douloureuses, que ce soit l'anxiété et le fait d'affronter la foule, se sentir submergé par cela ou le succès du groupe, la maladie, la dépression - tout ce qui était source de douleur dans ma vie. Et juste en s'élevant au-dessus de tout cela, trouver un lieu de perspective où je pourrais apprécier toute la douleur dans ma vie et en faire ma plus grande force »,.

## Composition
Selon la partition de Believer publiée sur Sheetmusicdirect.com, La chanson est un tempo Moderato de 125 pulsations par minute. Écrite en alla breve, la chanson est en si♭m. Le champ vocal de Dan Reynolds va du la♭ octave 2, jusqu'au ré♭ octave 4 pendant la chanson.

## Clip vidéo
- Si vous ne connaissez pas le sujet, laissez ce bandeau (vous pouvez alors contacter les auteurs).
- Si vous supprimez le contenu mis en cause (vous pouvez préalablement contacter les auteurs),

argumentez précisément cette suppression dans la page de discussion
(un manque de référence n'est pas un argument ; une recherche réelle de référence doit avoir été effectuée, être formellement documentée).
Le clip vidéo officiel de la chanson a été réalisé par Matt Eastin et est sorti le 7 mars 2017 sur le compte YouTube d'Imagine Dragons. On y voit[style à revoir] le chanteur Dan Reynolds et l'acteur suédois Dolph Lundgren s'opposant dans un match de boxe. Le combat est entrecoupé de certains plans, où l'on y observe un jeune garçon - qui semble être Dan jeune - en train de dessiner sur un carnet. L'affrontement est violent, Dan Reynolds dit alors qu'il veut arrêter mais Dolph Lundgren réplique « Nous ne pouvons pas », comme s'ils étaient obligés de combattre selon la volonté d'une autorité supérieure. Dan Reynolds est à peine conscient à la fin du combat. Le clip vidéo se termine sur le jeune Dan Reynolds, révélant la nature de son dessin terminé; un symbole qui s'avère être celui de l'album Evolve (stylisé ƎE). En octobre 2020, le clip avait plus de 1,6 milliard de vues.

## Performance dans les charts
Believer a atteint la 4e place dans le classement américain Billboard Hot 100 et la 1re place au Billboard Hot Rock Songs pendant 29 semaines, ainsi que dans le classement Alternative Songs durant 13 semaines,, dans le classement Adult Pop Songs pendant 6 semaines et dans les classements Rock Airplay, Rock Streaming Songs Rock Digital Sale Songs, et Top TV Commercials Charts. Au Canada, le single s'est également classé 1er du classement Canada Alternative Rock Chart. Believer a battu un record vieux de quatorze and du plus grand nombre de diffusion dans le classement Mediabase Alternative. Believer s'est placé dans le top 10 des classements en Autriche, au Canada, en République Tchèque, en France, en Hongrie, en Italie, en Pologne, au Portugal, en Slovaquie, Suisse et aux États-Unis.
Believer a également terminé à la première place des classements de fin d'année du Billboard, dans les catégories Hot Rock Songs, Rock Airplay et Alternative Songs,,. Believer est la 5e chanson à s'être le plus vendu en 2017 aux États-Unis, avec 1 598 000 copies distribuées cette année-là.

## Performances live
La première performance télévisée de Believer a eu lieu le 22 mars 2017 dans l'émission Jimmy Kimmel Live! aux États-Unis. Ensuite, le groupe a interprété la chanson dans l'émission Radio 1's Big Weekend de la BBC. Believer a également été chantée durant la mi-temps du College Football Championship Game 2019 et lors de la cérémonie d'ouverture de la finale de la Ligue des champions 2019.[source secondaire souhaitée]

## Utilisation dans les médias
Believer est l'une des chansons du film Le 15 h 17 pour Paris de Clint Eastwood. La chanson apparaît également dans l'épisode 13 de la première saison de Riverdale intitulé Chapitre treize : Le Repos éternel.
Believer a été utilisée dans une publicité Nintendo Switch pendant le Super Bowl LI. Elle a également été utilisée dans une vidéo du Bleacher Report pour célébrer le Slam Dunk Contest. La chanson apparaît dans la bande annonce du Crime de l'Orient-Express ce qui n'a pas été perçu d'une bonne façon par la critique. Elle a également été utilisée en 2018 pour le lancement de la Jeep Wrangler au salon de l'automobile de Los Angeles 2017. Believer est également la chanson thème des finales de la saison 2018 de la National Rugby League[source secondaire souhaitée].

## Liste des pistes
| 1. | Believer                   | 3:23 |
| 2. | Believer (feat. Lil Wayne) | 3:41 |

| 1. | Believer (Kaskade Remix) | 3:10 |

## Classements
| Classement (2017-18)                       | Meilleure position |
| ------------------------------------------ | ------------------ |
| Australie (ARIA)                           | 33                 |
| Autriche (Ö3 Austria Top 40)               | 3                  |
| Belgique (Flandre Ultratop 50 Singles)     | 40                 |
| Belgique (Wallonie Ultratop 50 Singles)    | 20                 |
| Canada (Hot 100)                           | 7                  |
| Communauté des États indépendants (Tophit) | 17                 |
| Tchéquie (IFPI Rádio)                      | 3                  |
| Tchéquie (IFPI Singles Digitál)            | 4                  |
| France (SNEP)                              | 7                  |
| Allemagne (Media Control AG)               | 23                 |
| Hongrie (Rádiós Top 40)                    | 27                 |
| Hongrie (Single Top 40)                    | 7                  |
| Irlande (IRMA)                             | 33                 |
| Italie (FIMI)                              | 5                  |
| Mexique Airplay (Billboard)                | 28                 |
| Pays-Bas (Nederlandse Top 40)              | 35                 |
| Pays-Bas (Single Top 100)                  | 40                 |
| Nouvelle-Zélande (RMNZ)                    | 21                 |
| Norvège (VG-lista)                         | 13                 |
| Philippines (Philippine Hot 100)           | 89                 |
| Pologne (ZPAV)                             | 5                  |
| Portugal (AFP)                             | 10                 |
| Roumanie (Airplay 100)                     | 28                 |
| Russie Airplay (Tophit)                    | 17                 |
| Écosse (OCC)                               | 19                 |
| Slovaquie (IFPI Rádio)                     | 43                 |
| Slovaquie (Singles Digitál Top 100)]       | 6                  |
| Espagne (PROMUSICAE)                       | 39                 |
| Suède (Sverigetopplistan)                  | 22                 |
| Suisse (Schweizer Hitparade)               | 6                  |
| Royaume-Uni (UK Singles Chart)             | 42                 |
| États-Unis (Hot 100)                       | 4                  |
| États-Unis (Adult Contemporary)            | 11                 |
| États-Unis (Adult Pop Songs)               | 1                  |
| États-Unis (Hot Rock Songs)                | 1                  |
| États-Unis (Pop Airplay)                   | 3                  |

| Classement (2017)                             | Position |
| --------------------------------------------- | -------- |
| Australie (ARIA)                              | 72       |
| Austriche (Ö3 Austria Top 40)                 | 8        |
| Belgique (Ultratop Flandre)                   | 71       |
| Belgique (Ultratop Wallonie)                  | 63       |
| Canada (Canadian Hot 100)                     | 12       |
| Danemark (Tracklisten)                        | 89       |
| Allemagne (Official German Charts)            | 37       |
| Hongrie (Single Top 40)                       | 13       |
| Hongrie (Stream Top 40)                       | 3        |
| Italie (FIMI)                                 | 10       |
| Pays-Bas (Single Top 100)                     | 70       |
| Nouvelle-Zélande (Recorded Music NZ)          | 36       |
| Pologne (ZPAV)                                | 63       |
| Roumanie (Airplay 100)                        | 95       |
| Russie (Tophit)                               | 61       |
| Suède (Sverigetopplistan)                     | 47       |
| Suisse (Schweizer Hitparade)                  | 9        |
| Royaume-Uni Singles (Official Charts Company) | 97       |
| États-Unis Billboard Hot 100                  | 9        |

| Chart (2018)                 | Position |
| ---------------------------- | -------- |
| Australie (ARIA)             | 99       |
| CIS (Tophit)                 | 23       |
| États-Unis Billboard Hot 100 | 100      |

## Certifications
| Région | Certification | Ventes/Streams |
| --- | ------------- | -------------- |
| Australie (ARIA) | 3 × Platine   | 70 000^        |
| Autriche (IFPI) | Platine       | 0x             |
| Belgique (BEA) | Platine       | 0*             |
| Brésil (ABPD) | Diamant       | 160,000*       |
| Canada (Music Canada) | 7 × Platine   | 80 000^        |
| Danemark (IFPI) | Platine       | 30,000^        |
| France (SNEP) | Diamant       | 250,000*       |
| Allemagne (BM) | Platine       | 0^             |
| Italie (FIMI) | 4 × Platine   | 0‡             |
| Nouvelle-Zélande (RMNZ) | Platine       | 15 000*        |
| Norvège (IFPI) | 3 × Platine   | 10 000*        |
| Portugal (AFP) | Platine       | 0x             |
| Espagne (PME) | Platine       | 0*             |
| Suède (GLF) | 2 × Platine   | 0x             |
| Royaume-Uni (BPI) | Platine       | 0‡             |
| États-Unis (RIAA) | 5 × Platine   | 1,598,000      |
| *Ventes selon la certification ^Mise en rayon selon la certification xNon précisé par la certification ‡ventes/streaming selon la certification |               |                |